# 海爾 (北達科他州)
海爾（英語：Heil）是位於美國北達科他州格蘭特縣的普查規定居民點。

## 人口
根據2020年美國人口普查的數據，海爾的面積為0.52平方千米，皆為陸地。當地共有人口15人，而人口密度為每平方千米28.85人。